# دبيلة (طب)
الدُبَيلَة  (بالإنجليزية: Empyema)‏ وهيَ تَجمُع قَيحي ضِمنَ أحد تجاويف الجِسم الطَبيعية، فمثلاً الدُبَيلة الجَنبية هيَ أحد أنواع الدُبَيلة التي تَحدُث في التَجويف الجَنبي. من الضَروري تَمييز الدُبيلة عَن الخُرَاج والذي يُعرف على أنهُ تَجمع قيحي في تَجويف حديث المَنشأ.

## التَسمية
يَعود أصل الكَلمة الإنجليزية (Empyema) إلى اللُغة الإغريقية (ἐμπύημα) وَالتي تعني "خُرَاج"، أما الكَلمة العَربية (الدُبَيلة) فهيَ تعني الداهية وهيَ لَفظ مُصغر لُغوياً من أجل التَكبير، وسُمي هذا المَرض بالدُبيلة نَظراً لِأنهُ من الأمراض المُهلكة التي تتكون في باطن الإنسان.

## التصنيف
يُمكن أن تَتكون الدُبَيلة في مُختلف تجاويف جسم الإنسان مِثل:
- التَجويف الجَنبي (الدُبَيلة الجَنبية).
- جَوف الصَدر.
- الرَحم (تَقيح الرَحم).
- الزائِدة الدودية (التهاب الزائدة الدودية.
- السَحَايَا (الدُبيلة تحت الجافية).
- المَفاصل (التِهاب المَفاصل الإنتاني).
- المَرارة.

## المَراجع
1. ↑  "Эмпиема". Малый энциклопедический словарь Брокгауза и Ефрона. Второе издание. Том 2, 1909 (بالروسية). 2. 1909. QID:Q24734567.
2. ↑  موقع المَعاني، تَرجمة Empyema نسخة محفوظة 25 أبريل 2016 على موقع واي باك مشين.
3. ↑  المُعجم الطَبي، الإصدار الثاني، تَرجمة Empyema.
4. ↑  معنى كَلمة دُبَيلة في المعجم الوَسيط وَمُعجم المُصطلحات الفقهية نسخة محفوظة 25 أبريل 2016 على موقع واي باك مشين.